# Asbestopluma minuta
Asbestopluma minuta är en svampdjursart som först beskrevs av Lawrence Morris Lambe 1900.  Asbestopluma minuta ingår i släktet Asbestopluma och familjen Cladorhizidae. Inga underarter finns listade i Catalogue of Life.